# Vrede van Parijs (1323)
De Vrede van Parijs werd getekend op 6 maart 1323 in Parijs door graaf Lodewijk I van Vlaanderen en graaf Willem III van Holland. Hiermee werd de strijd beëindigd tussen de Avesnes en de Dampierres. Vlaanderen zag af van alle leenrechten op Zeeland, eilanden en wateren, en erkende de graaf van Holland als graaf van Zeeland. Willem deed afstand van alle aanspraken op deelname aan de regering van Rijks-Vlaanderen.

## 2023
Bij gelegenheid van de 700e verjaardag van het verdrag werd de originele akte door het Archief van Lille uitgeleend aan Zeeland voor een feestelijke tentoonstelling. Die wordt gehouden in het Zeeuws Museum te Middelburg. De akte werd daar op 1 oktober 2022 "onthuld" door de Commissaris van de Koning, Han Polman.